# Раммельсберг
Раммельсберг (нем. Rammelsberg) — гора вблизи города Гослар, также один из старейших и крупнейших горнодобывающих комплексов Германии. Здесь расположились богатые металлом рудники, разработка которых началась вестись более 1000 лет назад.

## История
Первоначально основным добываемым металлом здесь было серебро, после этого — медь, а ещё позже — свинец. Рудник был истощён только к 1980-м годам и окончательно закрыт в 1988 году. Содержание руды было примерно следующим: 14% цинка, 6% свинца, 2% меди, 1 г/т золота и 140 г/т серебра. Работа рудника была столь выгодной, что уже в начале XI века римский император Генрих II построил в прилегающем Госларе очередной королевский пфальц.
Хотя первое документальное свидетельство существования на Раммельсберге рудников относится к хроникам Видукинда Корвейского, датируемым 968 годом, недавние археологические находки позволяют говорить о том, что горное дело велось здесь в IV—III веках до нашей эры.

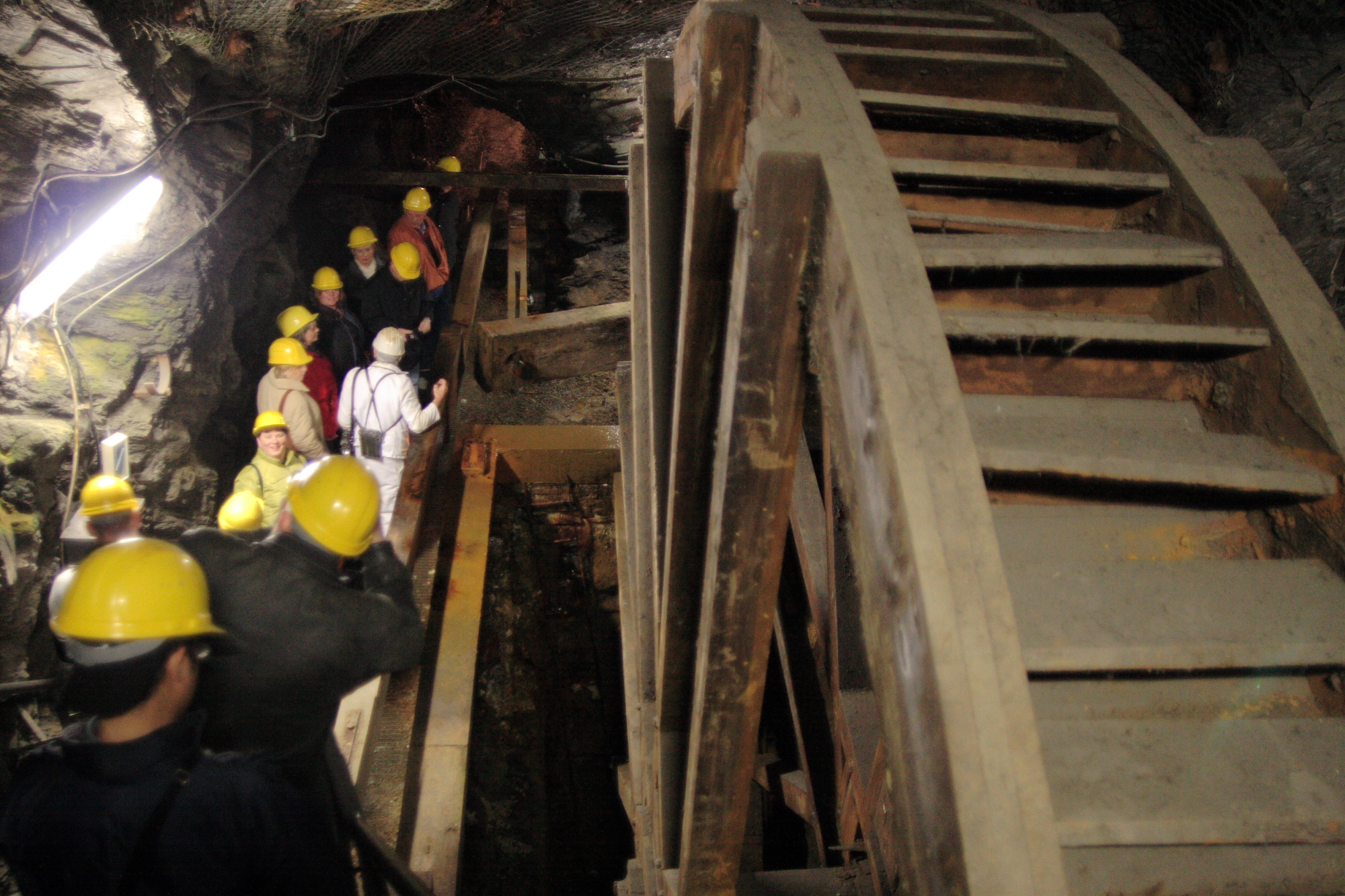
Подземное водяное колесо

На Раммельсберге сохранились промышленные объекты из различных эпох: породный отвал X века, одна из старейших штолен в стране Ратстифсте-Штоллен XII века, старейшая в Европе подземная горная выработка Фойергецеер-Гевельбе XIII века, башня Мальтермайстертурм XV века, штольня Редер-Штоллен XVIII-XIX веков с двумя водяными колёсами, наземные пристройки начала XX века.
В 1992 году Раммельсберг был внесён в список Всемирного наследия ЮНЕСКО.

## Музей
Сегодня, после закрытия рудников, Раммельсберг представляет собой промышленный музей, где посетителям демонстрируются многочисленные инструменты и различные технологии горнорудного производства разных эпох.